# ایو روشه
ایو روشه (فرانسوی: Yves Rocher‎; ۷ آوریل ۱۹۳۰ – ۲۶ دسامبر ۲۰۰۹) کارآفرین اهل فرانسه و بنیانگذار شرکت تولیدی لوازم آرایشی ایو روشه بود. او بین سال‌های ۱۹۴۵ تا ۲۰۰۹ میلادی فعالیت می‌کرد و از پیشگامان به‌کارگیری مواد طبیعی در لوازم آرایشی به‌شمار می‌رود.
او همچنین برندهٔ نشان لژیون دونور (فرمانده) شده‌است.